# Fujimoto-Belleau-reactie
De Fujimoto-Belleau-reactie is een organische reactie, waarbij een cyclische α-gesubstitueerde alfa-bèta-onverzadigd keton wordt gevormd uit een enol-lacton:
De reactie werd vernoemd naar de Amerikaanse scheikundige George I. Fujimoto en de Canadese farmacoloog Bernard Belleau.

## Reactiemechanisme
De reactie bestaat uit 5 stappen. Een Grignard-reagens voert een nucleofiele additie uit op de carbonylgroep uit het lacton, waardoor een ringopening plaatsgrijpt en een enolaat wordt gevormd. De tweede stap betreft een intramoleculaire protonering van het enolaat tot het enol, dat tautomeriseert tot de stabiele ketovorm. Vervolgens ondergaat de ontstane verbinding een intramoleculaire aldol-reactie, waarbij een alkoxide ontstaat, dat geprotoneerd wordt. Hierop volgt een aldol-eliminatie, waarna via een E1cb-mechanisme de hydroxylgroep wordt uitgestoten en het alfa-bèta-onverzadigd keton ontstaat.